# Golden Players de la UEFA
Per celebrar el 50è aniversari de la UEFA l'any 2004, cadascuna de les seves federacions membres van ser requerides perquè escollissin el seu millor futbolista dels darrers 50 anys (1954-2003). Els 52 futbolistes van rebre el nom de Golden Players de la UEFA. La llista fou divulgada el novembre del 2003, a la seu de la UEFA a Nyon.

## Llista deGolden Playersper països
- Albània - Panajot Pano
- Alemanya - Fritz Walter
- Andorra - Koldo
- Anglaterra - Bobby Moore
- Armènia - Khorèn Hovhannissian
- Àustria - Herbert Prohaska
- Azerbaidjan - Anatoliy Banishevskiy
- Bèlgica - Paul Van Himst
- Belarús - Sergei Aleinikov
- Bòsnia i Hercegovina - Safet Sušić
- Bulgària - Hristo Stoítxkov
- Croàcia - Davor Šuker
- Dinamarca - Michael Laudrup
- Escòcia - Denis Law
- Eslovàquia - Ján Popluhár
- Eslovènia - Branko Oblak
- Espanya - Alfredo Di Stéfano
- Estònia - Mart Poom
- Finlàndia - Jari Litmanen
- França - Just Fontaine
- Gal·les - John Charles
- Geòrgia - Murtaz Khurtsilava
- Grècia - Vassilis Khatzipanagís
- Hongria - Ferenc Puskas
- Illes Fèroe - Abraham Løkin
- Irlanda del Nord - George Best[2]
- Irlanda - Johnny Giles
- Islàndia - Ásgeir Sigurvinsson
- Israel - Mordechai Spiegler
- Itàlia - Dino Zoff
- Kazakhstan - Sergey Kvochkin [2]
- Letònia - Aleksandrs Starkovs
- Liechtenstein - Rainer Hasler
- Lituània - Arminas Narbekovas
- Luxemburg - Louis Pilot
- Macedònia - Darko Pančev
- Malta - Carmel Busuttil
- Moldàvia - Pavel Cebanu
- Noruega - Rune Bratseth
- Països Baixos - Johan Cruijff
- Polònia - Włodzimierz Lubański
- Portugal - Eusébio
- Romania - Gheorghe Hagi
- Rússia - Lev Iaixin
- San Marino - Massimo Bonini
- Sèrbia i Montenegro - Dragan Džajić
- Suècia - Henrik Larsson
- Suïssa - Stéphane Chapuisat
- Turquia - Hakan Şükür
- Txèquia - Josef Masopust
- Ucraïna - Oleh Blokhín
- Xipre - Sotiris Kaiafas